# Basketballclub Lieshout
Basketballclub Lieshout is een basketbalclub in Lieshout, opgericht in 1972.

## Historie
Met de bouw van een sporthal aan de Klumper begin jaren 70, kwam er de mogelijkheid om zaalsporten te gaan beoefenen in Lieshout. Dit leidde in 1972 tot het initiatief van de Stichting Samenlevings Opbouw (S.S.O.) om een basketbalvereniging op te richten. Een van de initiatiefnemers was de op jonge leeftijd overleden Huub van Korven.
Eind jaren zeventig ging de vereniging op eigen kracht verder, los van de eerder genoemde stichting. De vereniging groeide gestaag en kende een explosieve groei begin jaren tachtig door het lanceren van een scholentoernooi en het kampioenschap van de Heren in 1985.
Door de geringe capaciteit van de sporthal werd de vereniging gedwongen op diverse plaatsen in de regio te gaan trainen en een ledenstop in het leven te roepen. Deze situatie was uiteraard verre van ideaal. 
De jaren negentig zouden gedenkwaardig worden voor de vereniging. De dames groeiden onder leiding van Toon van Moorsel naar een hoger niveau. In 1993 kwam er een nieuwe sporthal aan de Papenhoef. In datzelfde jaar werd de naburige basketbalvereniging Sjoko uit Beek en Donk opgeheven en geïntegreerd binnen de vereniging. Er ontstond één vereniging voor de gemeentes Lieshout, Aarle-Rixtel en Beek en Donk.
Na het kampioenschap van de Dames Senioren in de Rayon Hoofdklasse begon het landelijke avontuur van de dames. Na een succesvol jaar in de Eerste Divisie (met onder meer een halve finale in de Beker) werd de sprong naar de Eredivisie gewaagd. Het jubileumjaar (1997) werd opgeluisterd met een landskampioenschap en een bekerfinale. Radio, landelijke dagbladen en Studio Sport wisten de weg naar Lieshout te vinden.
Dit succes betekende wederom een flinke ledenaanwas. Een aantal van die nieuwe leden hebben met succes de jeugd doorlopen.
In 2022 heeft de vereniging haar 50-jarig jubileum gevierd waarbij onder meer een jubileumboek is verschenen. De club speelt geheel in het oranje.

## BC Lieshout in het kort
- BC Lieshout heeft 140 leden, in de leeftijd van 7 tot 70 jaar.
- Dit seizoen (2023-2024) spelen 8 teams competitie, 3 seniorenteams en 5 jeugdteams.
- BC Lieshout was de eerste basketbalvereniging in Nederland met een team voor spelers met een verstandelijke beperking.
- Een basketbalseizoen loopt van 1 augustus tot en met 31 juli.
- De thuiswedstrijden worden gespeeld in sporthal De Klumper in Lieshout.
- Thuiswedstrijden vinden plaats op zaterdag in de middag en vroege avond en incidenteel op zondag.
- De uitwedstrijden worden in Noord-Brabant en Limburg gespeeld en incidenteel in Zeeland.
- De uitslagen en verslagen van alle teams staan wekelijks in de lokale krant.
- Er worden diverse activiteiten georganiseerd, zoals:
  - Een jeugdkamp;
  - Een KerstMixToernooi;
  - Het Laarbeekse Basisschool Basketbal Toernooi (LBBT);
  - Een All Star Weekend;
  - Toernooien voor het G-team, het team van verstandelijk gehandicapten.
- De vereniging speelt in een oranje shirt en oranje short.